# Arga-Sala
Arga-Sala (rusky Арга-Сала, jakutsky Арҕаа Салаа) je řeka převážně v Jakutské republice s horním tokem v Krasnojarském kraji v Rusku. Je 503 km dlouhá. Povodí má rozlohu 47 700 km².

## Průběh toku
Vzniká soutokem řek Pravá Arga-Sala a Levá Arga-Sala. Protéká Středosibiřskou vysočinou a vyznačuje se množstvím prahů, které mají charakter schůdků. Je to levý přítok řeky Oleňok.